# شمعية متموجة الحواف
شمعية متموجة الحواف (الاسم العلمي:Cereus repandus) هي نوع من النباتات يتبع جنس الشمعية من الفصيلة الصبارية.

## معرض صور

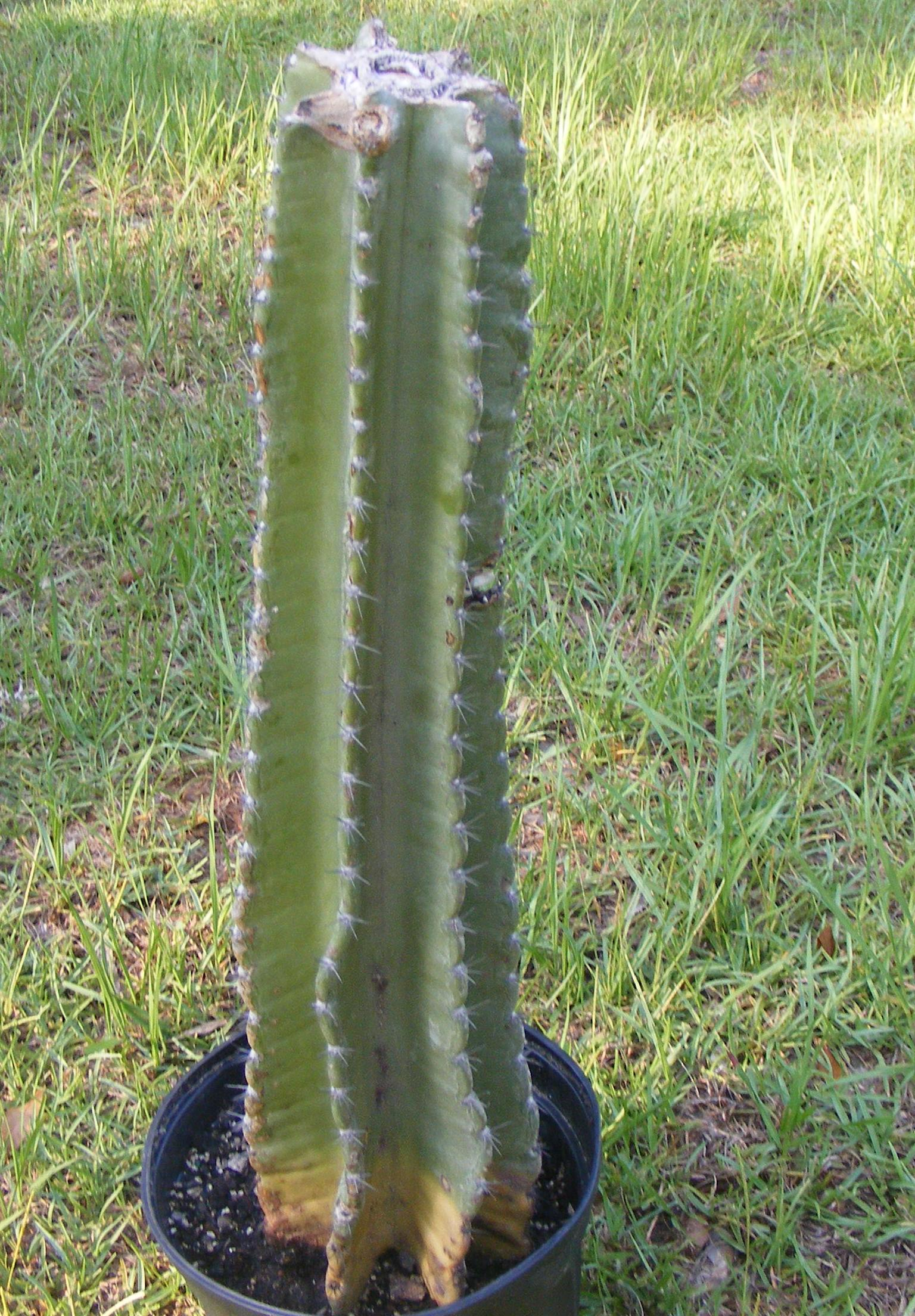
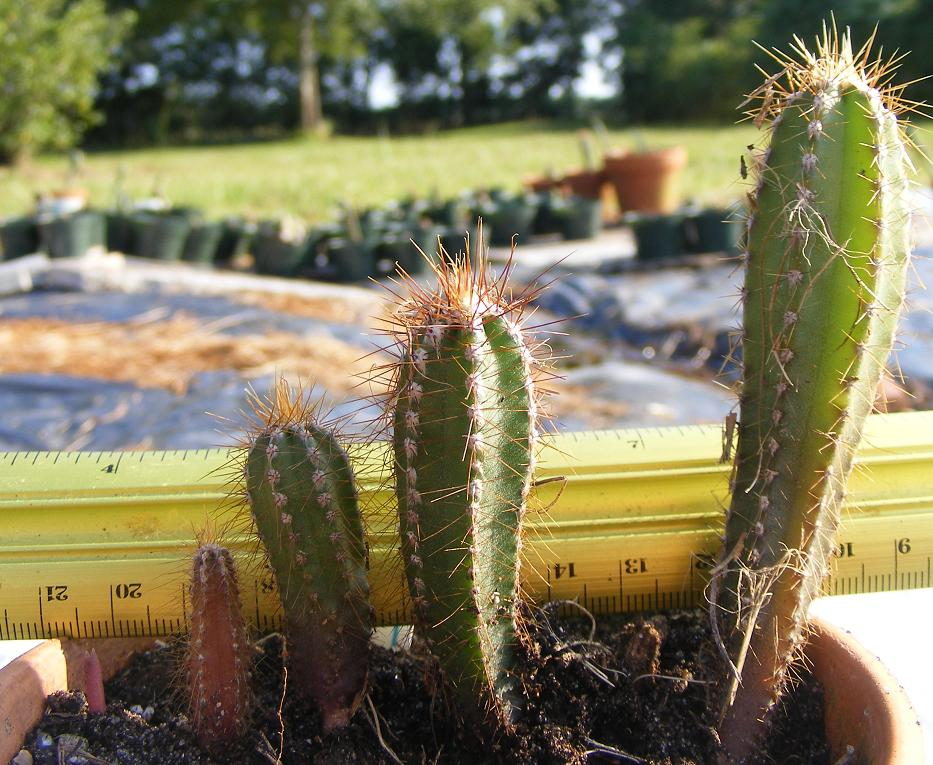
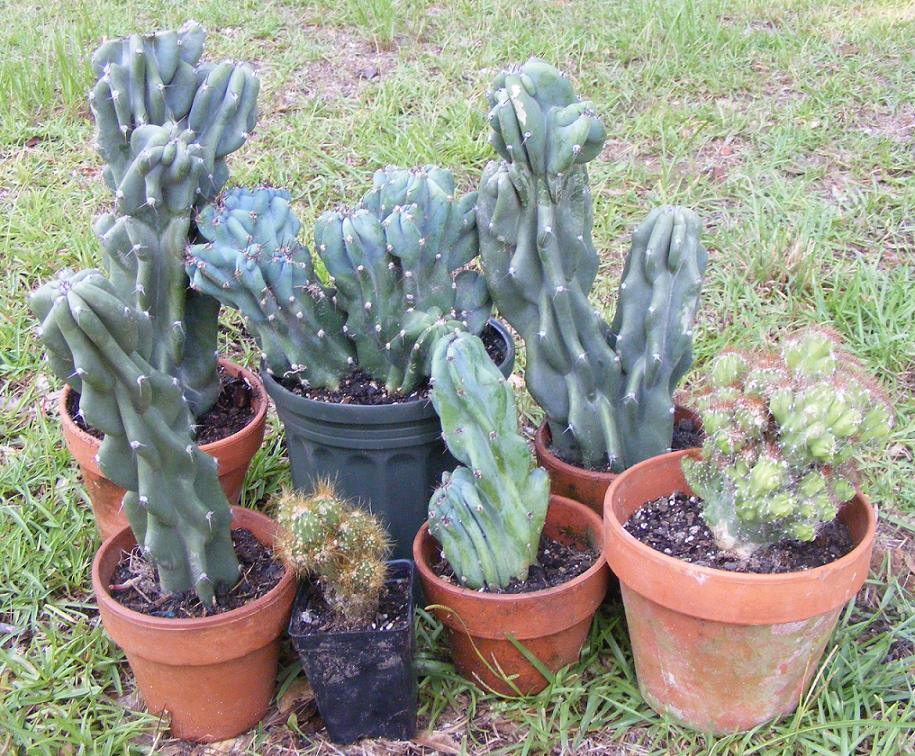
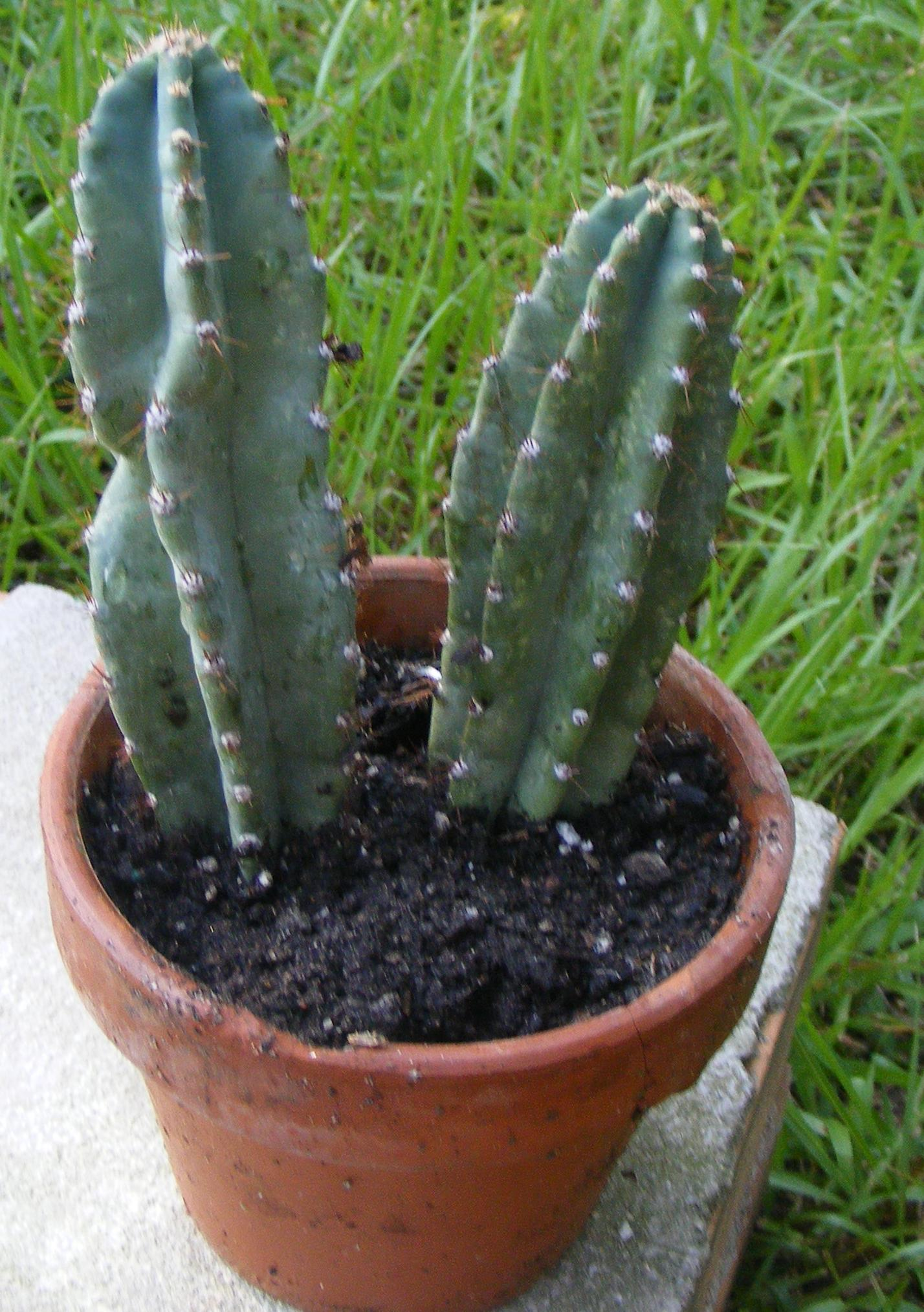